# Diego Jesús Quintana
Diego Jesús Quintana (Rosario, 24 d'abril de 1978) és un exfutbolista argentí, que ocupava la posició de migcampista.

## Trajectòria
Al seu país va destacar al Newell's Old Boys, on va romandre entre 1996 i 2001, jugant 140 partits. El 2001 marxa a la competició espanyola per militar al Reial Múrcia, amb qui debutaria a primera divisió.
El 2004 retorna al seu país al recalar en l'Instituto de Cordoba. Després d'una breu estada al Barcelona SC equatorià, el 2005 fitxa pel Skoda Xanthi FC de Grècia.
Va ser internacional sub-20 amb la selecció argentina, tot participant en el Mundial de la categoria de 1997, celebrat a Malaisia. Els argentins es van proclamar campions del torneig.